# Bradley McDougald
Bradley McDougald (Dublin, 15 novembre 1990) è un giocatore di football americano statunitense che ha militato nel ruolo di safety nella National Football League  (NFL). attualmente è Free Agent.

## Carriera

### Kansas City Chiefs
Dopo non essere stato scelto nel Draft NFL 2013, McDougald firmò con i Kansas City Chiefs. Il 5 novembre 2013 fu svincolato.

### Tampa Bay Buccaneers
McDougald firmò con i Tampa Bay Buccaneers il 7 novembre 2013. Nella sua prima stagione in Florida giocò principalmente negli special team e come riserva di Mark Barron. Dopo la cessione di quest'ultimo ai St. Louis Rams nel 2014, i suoi minuti in campo aumentarono, fino a diventare stabilmente titolare nel 2015. Il 5 aprile 2016 firmò un rinnovo contrattuale di un anno con i Buccaneers. Nel 2016 disputò per la prima volta tutte le gare come titolare, terminando con i nuovi primati personali con 91 tackle e 10 passaggi deviati, oltre a 2 intercetti.

### Seattle Seahawks
Il 22 maggio 2017, McDougald firmò un contratto annuale con i Seattle Seahawks per fungere da riserva della safety All-Pro Earl Thomas. Quando questi si infortunò, fu nominato titolare per la gara del nono turno contro i Washington Redskins. Da quel momento rimase partente per il resto della stagione, chiudendo con 75 tackle e 4 passaggi deviati.
Il 12 marzo 2018, McDougald firmò un rinnovo triennale del valore di 13,95 milioni di dollari con i Seahawks. Divenuto stabilmente titolare dopo il ritiro di Kam Chancellor, nel primo turno mise a segno due intercetti su Case Keenum dei Denver Broncos. Tornò a farne registrare uno nel dodicesimo turno ai danni di Cam Newton dei Carolina Panthers, risultando decisivo nella vittoria di Seattle.
Nella settimana 2 della stagione 2019 contro i Pittsburgh Steelers, McDougald fece registrare il primo intercetto della stagione su Mason Rudolph nella vittoria per 28-26. Nel primo turno di playoff contro i Philadelphia Eagles, guidò la squadra con 11 placcaggi e mise a segno un sack su Carson Wentz nella vittoria per 17–9.

### New York Jets
Il 25 luglio 2020 McDougald fu scambiato assieme a due scelte del primo con i New York Jets per Jamal Adams e una scelta del quarto giro. Nella settimana 7 subì un infortunio alla spalla e fu inserito in lista infortunati il 31 ottobre.

### Tennessee Titans
Il 16 agosto 2021 McDougald firmò con i Tennessee Titans.